# Sunny Garcia Surfing
Sunny Garcia Surfing est un jeu vidéo de sports extrêmes approuvé par le surfeur Sunny Garcia, développé par Krome Studios, édité par Ubi Soft et sorti sur PlayStation 2 en 2001.

## Accueil
Le jeu a reçu des critiques "mitigées" selon l'agrégateur de critiques Metacritic.